# Paratyposyllis paurocirrata
Paratyposyllis paurocirrata är en ringmaskart som beskrevs av Hartmann-Schröder 1962. Paratyposyllis paurocirrata ingår i släktet Paratyposyllis och familjen Syllidae. Inga underarter finns listade i Catalogue of Life.